# 985

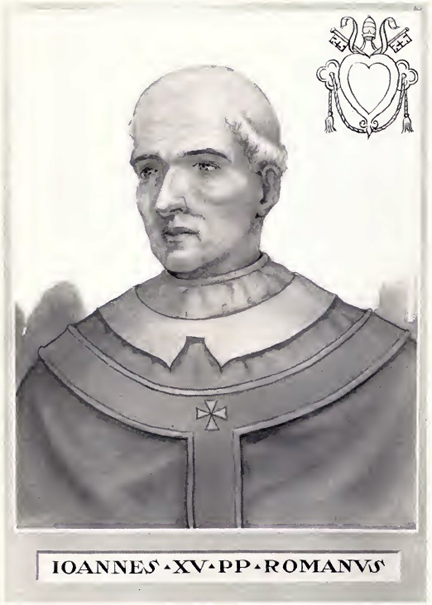
Paus Johannes XV (r. 985 - 996)

Het jaar 985 is het 85e jaar in de 10e eeuw volgens de christelijke jaartelling.

## Gebeurtenissen

### Europa
- Zomer - Hendrik II ("de Twistzieke") wordt door keizerin Theophanu en haar schoonmoeder Adelheid (de weduwe van Otto I) in ere hersteld als hertog van Beieren tijdens een Hofdag-vergadering in Rohr (Thüringen). De 5-jarige koning Otto III blijft onder het regentschap van de twee keizerinnen in het Heilige Roomse Rijk en het koninkrijk Italië. De opvoeding van Otto is in handen van de bisschoppen Willigis en Hildebold van Worms.[1]
- Siegfried I, graaf van Luxemburg, komt zijn neef Godfried I ("de Gevangene") te hulp als de stad Verdun wordt aangevallen door het Frankische leger onder bevel van koning Lotharius III (II). Godfried en Siegried worden verslagen en gevangengenomen. Kort daarna valt Lotharius verder Lotharingen binnen en laat Verdun versterken (door sterke fortificaties te bouwen) om te voorkomen dat de stad wordt heroverd door Duitse troepen.[2]
- Otto III schenkt de leengoederen van de West-Friese gouwen Maasland, Kennemerland en Texel aan graaf Dirk II. Hiervoor moet hij Otto wel erkennen als koning en bezit hij nu een gebied van de Maas tot het Vlie.[3][4]
- Het Moorse leger onder bevel van vizier Almanzor plundert Barcelona en richt grootschalige verwoestingen aan. Het kalifaat van Córdoba komt economisch tot bloei onder het strenge bewind van Almanzor.[5][6]

### Ontdekkingsreizen
- Erik de Rode vaart met een groep kolonisten van IJsland naar Groenland en sticht daar twee nederzettingen, de Oostelijke Nederzetting en de Westelijke Nederzetting.[7]

### Religie
- 20 juli - Tegenpaus Bonifatius VII overlijdt in Rome onder verdachte omstandigheden. Hij wordt opgevolgd door Johannes XV als de 137e paus van de Katholieke Kerk.[8]
- Bisschop Notger (of Notker) krijgt van Otto III het graafschap Hoei en breidt zijn religieuze macht uit in het Prinsbisdom Luik (huidige België).
- Thorgeir Thorkelsson ("de Wetgever") wordt wetspreker op IJsland. Hij is een heidense priester (goði) en stamhoofd van Ljósavatn.
- Géza, grootvorst van de Magyaren, en zijn 10-jarige zoon Stefanus worden gedoopt. Gëza blijft ook heidense goden aanbidden.
- Eerste schriftelijke vermelding van de steden Dinant en Wolverhampton (gelegen in de West Midlands) in Engeland.

## Geboren
- 3 augustus - Al-Hakim bi-Amr Allah, kalief van Egypte (overleden 1021)
- Adalbert ("de Zegerijke"), markgraaf van Oostenrijk (overleden 1055)[9]
- Bonifatius III, Italiaans edelman (Huis van Canossa) (overleden 1052)
- Gisela van Beieren, koningin-gemalin van Hongarije (overleden 1060)

## Overleden
- 20 juli - Bonifatius VII, tegenpaus van de Katholieke Kerk (r. 974 en 984 - 985)
- 25 augustus - Diederik van Haldensleben, Saksisch edelman en markgraaf[10]
- 1 november - Harald I ("Blauwtand"), koning van Denemarken (r. 958 - 985)
- Odo van Fézensac ("de Dwaas"), Frankisch edelman en graaf (r. 960 - 985)
- Hywel ab Ieuaf, medekoning en heerser van Gwynedd (r. 974 - 985)